# Tremembé (kommun)
Tremembé är en kommun i Brasilien.   Den ligger i delstaten São Paulo, i den sydöstra delen av landet, 800 km söder om huvudstaden Brasília. Antalet invånare är 40 985.
Följande samhällen finns i Tremembé:
- Tremembé

Omgivningarna runt Tremembé är en mosaik av jordbruksmark och naturlig växtlighet. Runt Tremembé är det ganska tätbefolkat, med 199 invånare per kvadratkilometer.